# Hadžime Sawatari
Hadžime Sawatari (沢 渡 朔, * 1. ledna 1940 Tokio, Japonsko) je japonský fotograf a kameraman. Podílel se na natáčení experimentálních filmů režiséra Šudži Terradžama. Proslavil se svými fotoalby Alenka a Alenka z moře podle knih Lewise Carrolla. Vítěz národních cen.

## Životopis
Narodil se v Tokiu v roce 1940. Jelikož druhá světová válka již probíhala, byl chlapec ve věku čtyř let z bezpečnostních důvodů poslán do prefektury Jamagata v oblasti Tóhoku za svou babičkou. Chlapcův otec byl nasazen na frontě, předtím pracoval v knihkupectví v Tokiu a psal poezii. Po skončení války onemocněl tuberkulózou a zemřel, když bylo Sawatarimu 10 let. Jako dítě nebyl Sawatari v dobrém zdravotním stavu, nesportoval a často chodil do kina .
Své první fotografické zkušenosti získal v kině snímáním filmových postav na plátně (mezi nimiž byli Ajako Wakao nebo Marilyn Monroe). Vystudoval Fakultu fotografie na Nihonské univerzitě. Během svých studentských let měl rád jazz, kino a knihy. Zvláště na něj zapůsobil film Louise Malleho Výtah na lešení. Fascinovala ho francouzská nová vlna, díla spisovatelů Tacua Horiho nebo Osamu Dazai. Byl do značné míry ovlivněn prací fotografů Roberta Capy (zejména Slightly Out of Focus) a Henri Cartier-Bressona. Mezi japonskými fotografy ve své době obdivoval Šundžiho Ókuru a Šigeičiho Nagana.

### Hledání vlastního stylu
Začal fotografovat jazzové hudebníky, kteří přijížděli do Japonska, pracoval jako přispěvatel do ilustrovaných časopisů . Rád fotografoval ženy a děti (později Sawatari připomněl, že jedním z prvních takových experimentů byly fotografie dětí amerických opravářů v halloweenských kostýmech pořízené na vojenské základně Washington Heights).
V letech 1963 a 1964 pořídil sérii fotografií v hotelech Nagisa v Zuši, Šinagawa a Čigasaki. Hrdinkou fotografie byla jeho přítelkyně s iniciálami YO. V té době sám pracoval pro designérskou firmu Ginza v Tokiu. O víkendech s ní realizoval sedm nebo osm fotografických setkání. Sawatari doufal, že snímky budou publikovány v měsíčníku Camera Mainiči, ale redaktor časopisu je nepřijal. Byly vydány jako samostatná kniha až o 50 let později.
Nějakou dobu spolupracoval s centrem Nippon Design Center (vytvořeným společnostmi Toyota, Nikon a komerčními reklamními fotografy pracujících na přípravách olympijských her v Tokiu v roce 1964). Byl však zklamaný nutností vytvářet fotografie automobilů a elektroniky.
Dívka při hře (1964) je série fotografií dívky smíšené rasy. Fotograf vzpomíná, že byl tak šokován její krásou, podobnou kráse víly, že požádal o povolení fotografovat. V roce 1968 pořídil Sawatari snímky pro film Hacukoj Džigokuhen, který režíroval Susumu Hani .
Podílel se v roce 1970 jako kameraman na tvorbě filmu Emperor Tomato Ketchup Šudži Terrajamy (film existuje ve dvou verzích – krátké a plné), stejně jako krátký film The War of Jan-Ken-Pon od stejného režiséra. Emperor Tomato Ketchup, který kdysi otřásl představivostí publika, byl obviněn z dětské pornografie, která způsobila skandál. Režisér tvrdil, že se nezajímal o pornografii, kterou považoval za nástroj státního útlaku. Podle něj byl film natočen o revoluci a utopii: děti svrhly moc svých rodičů a pokusily se vytvořit novou ideální společnost. Brzy se zapletou do sítě sexuálních úchylek a násilí a ocitnou se bezmocní při jednání s mocí. Tarajama zkoumá anarchistická hnutí, politické a sexuální problémy. Byl to způsob, jakým režisér vyjádřil své myšlenky poetickým způsobem. Souběžně s účastí na přípravě filmu Sawatari fotografoval ve stylu šigai geki a zaznamenával improvizace svých modelů (obvykle dětí) v tokijských ulicích .

### Fotoalba první poloviny 70. let a uznání v Evropě
V roce 1971 se Sawatari setkal s italskou modelkou Naďou, která přišla pracovat do Japonska. Naďa milovala japonskou kulturu a v roce 1970, když jí bylo 21 let, se rozhodla navštívit tuto zemi, aby se dozvěděla o její historii a kultuře.  Sawatari začal fotografovat její osobní život bez konkrétního účelu a unesený odcestoval do Benátek a na Sicílii, do Nadiny vlasti. Fotografie, které tam pořídil, tvořily základ Naďa v lese (1973) . Slavný japonský básník Kazuko Širaiši napsal pro tuto sbírku fotografií básně. Ve vydání z roku 2016 byly publikovány fotografie, které nebyly zahrnuty do prvního vydání knihy.
Ve stejném roce vyzval redaktor časopisu Bessacu Gendai Šitečou (japonský časopis o poezii) Šigeo Kuwabara básníky, umělce a ilustrátory, aby pracovali na projektu založeném na knihách Lewise Carrolla o Alence, který měl být zakončen výstavou se stejným názvem o Vánocích 1973. Sawatari, zdroj inspirace pro tuto sérii, nazval rockovou hudbu světem hloupostí a fantasy, zobrazovaný ve filmech Beatles. Andrew Sanders (koordinátor fotoeseje ve Velké Británii) poslal fotografie uchazečů o roli Alenky před příjezdem fotografa do Velké Británie, ale fotograf si vybral definitivní modelku až po osobním setkání. Do této doby se Samantha Gates, které bylo pouhých sedm let, proslavila tím, že se objevila svlečená na obálce alba Houses of the Holy od Led Zeppelin, jak leze po kamenech. Spolu se svým bratrem hrála také v komerční reklamě. Později dívka hrála v několika filmech a televizních seriálech, největší slávu získala díky filmu režiséra Lionela Jeffriese The Water Babies (1978). Kniha fotografií „Alice“ přinesla Sawatarimu skandální evropskou slávu. Hlavní postava se objevila na některých fotografiích nahá ve smyslných a svůdných pózách .
V roce 2014 byly na samostatné výstavě v Národním muzeu moderního umění v Tokiu a poté v Kjótu představeny originální fotografie ze série Alice. Odborník je popsal jako „epizody v životě dívky, která se ocitne ve světě dospělých... potkává lidi během svého dobrodružství v temném, ale mystickém světě.“ Mezi prezentovanými fotografiemi byly ty, které nebyly zahrnuty do publikované verze z roku 1973 a byly známé až o 40 let později. Kritici poznamenali, že dílo si stále zachovává svou krásu a eleganci. Fotokniha „Alice Special Edition“, která obsahuje dodatky – 60 dosud nepublikovaných fotografií, vydalo nakladatelství Kawade Šobo Šinsha.

### Fotoalba a výstavy od konce 70. let do současnosti
V roce 1979 vydal fotograf knihu Alice from the Sea (Alenka z moře), což je pokračování série Alice. Samantha Gates se opět stala hlavní hrdinkou sbírky, kritici zaznamenali cudnost fotografií, pro Sawatari neobvyklou.
Sawatari publikoval Kinkiho a Seidži Ozawu (projekt věnovaný práci a osobnosti významného japonského dirigenta, neočekávaný v kontextu jeho raných alb); od roku 1970 do roku 1980 pracoval s významnou japonskou oděvní firmou Comme des Garçons ; dokončil projekty s mnoha herečkami a modelkami (Tao Okamoto; Histeric ten). Poslední kniha fotografií se jmenuje Rain with a Rain Theme, kde Sawatari poprvé použil digitální fotoaparát.
Sawatari uvádí: „Bez fotografie bych každopádně neměl slušný život, vzhledem k tomu, že jsem trapný jak ve své práci, tak v osobním životě.“ |Kato, Masaki. Hajime Sawatari

## Filmografie
| Rok  | Film                   | Výstup                                          | Účast na filmu |
| ---- | ---------------------- | ----------------------------------------------- | -------------- |
| 1971 | Válka Jan-Ken-Pon      | Válka Jan-Ken-Pon, Japonsko, 12 minut           | Kameraman      |
| 1971 | Emperor Tomato Ketchup | ト マ ト ケ チ ャ ッ プ 皇帝 Japonsko, 72 minut | Kameraman      |

## Vybraná fotoalba
Podle magazínů The Photographer a Gallery Akio Nagasawa jsou Sawatariho nejslavnější alba:
- Nadia: Mori no Ningyokan. Japonsko: Camera Mainiči / Mainichishinbun-sha, 1973. Reprint edition: Japan: Asahi Sonorama, 1977. Édition abrégée: Nadia in Sicily 1971 Ricochet, 2004
- Alice / Arisu. Tokyo, Japonsko, 1973
- Seiji Ozawa. Japan: Shueisha, 1975
- Alice from the Sea. Tokyo, Japan: Kawade Shobo Shin-sha, 1979
- Taste of Honey. IPC, 1990 (avec Amy Yamada)
- A Girl. Japan: Hysteric Glamour, 2000
- 60ʼs; 60ʼs 2. Wise Publishing, 2001
- Kinky, Akio Nagasawa Publishing, 2009

## Ocenění
- 1973: Výroční cena Photographic Society of Japan awards[10]
- 1979: Ocenění největšího japonského nakladatelství Kódanša Cultural Award za kulturní přínos.

## Nejvýznamnější výstavy
Časopis The Photographer, galerie Gallery „Fm“ a Gallery Akio Nagasawa považují za Sawatariho nejvýznamnější následující výstavy::
- 1974: Patnáct současných fotografů, Národní muzeum současného umění, Tokio
- 1988: „Evidence of Hajime Sawatari's Estetics“, CreationGallery G8 a Guardian Garden, Tokio
- 2012: „Noc“. PlaceM, Šindžuku, Japonsko
- 2013: „Tokio 1970 očima devíti japonských fotografů“, Armani Ginza, Tokio
- 2014: „Alice“. Gallery „Fm“, Tokio
- 2016: „Naďa“. Galerie Akia Nagasawy, Tokio
- 2016: „Simon Jocuja + Eikoh Hosoe, Hadžime Sawatari, Tenmei Kanoh.“ Galerie Akio Nagasawa, Tokio